# کانال بزرگ

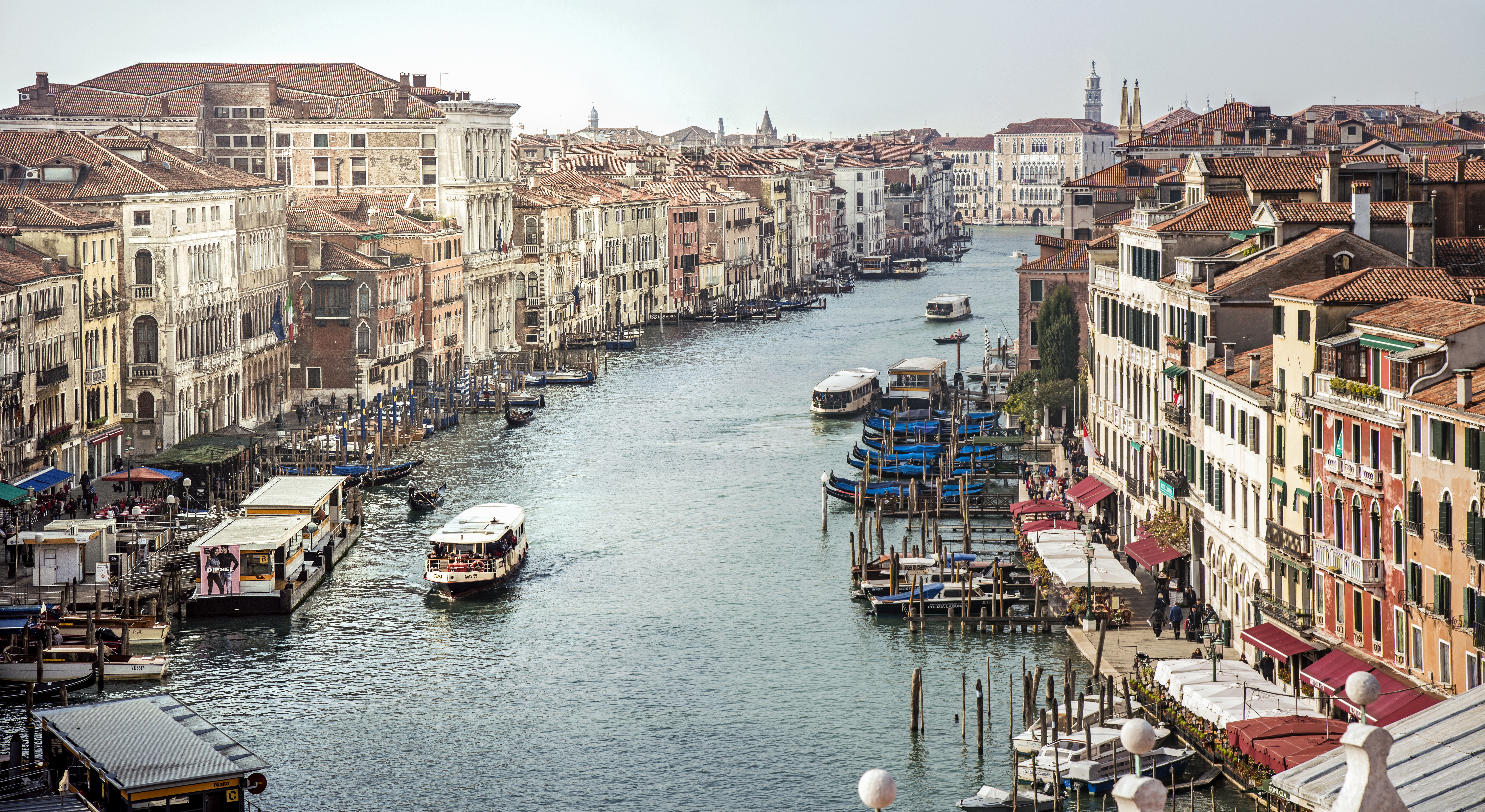
نگاره‌ای از کانال بزرگ ونیز ایتالیا

کانال بزرگ (ایتالیایی: Canal Grande) بزرگترین کانال و آبراهه در شهر ونیز ایتالیا است و به همین سبب، دارای بزرگترین ترافیک آبی در این شهر است. این کانال از یک جهت به تالاب ونتزیا در نزدیکی ایستگاه راه‌آهن ونیزیا سانتا لوچیا متصل است و از جهت دیگر به حوضه سن مارکو می‌پیوندد. طول این کانال ۳٫۸ کیلومتر (۲٫۴ مایل) و عرض آن نیز ۳۰ تا ۹۰ متر (۹۸ تا ۲۹۵ فوت) می‌باشد، کانال بزرگ ونیز ۵ متر (۱۶ فوت) ژرفا دارد. برخی از ابنیه و ساختمان‌های تاریخی از قرن پانزدهم میلادی در جوار کانال بزرگ هنوز هم وجود دارند و از برجسته‌ترین مکان‌های توریستی این شهر محسوب می‌شوند که برخی از مشهورترین آنها عبارت هستند از کا دورو، پالازو برناردو سن‌پل، کا فوسکاری و همین‌طور پالازو کاوالی-فرانچه‌تی
در اولین یکشنبه ماه سپتامبر، فستیوال رگاتا استوریکا در این کانال برگزار می‌شود که مسابقه‌ای است میان قایق‌های ونیزی. این فستیوال بالغ بر هزاران نفر بیننده ثابت و همیشگی دارد که از ساختمان‌ها یا غرفه‌های شناور بر روی کانال، به نظاره آن می‌پردازند. همچنین، در ۲۱ نوامبر هر سال، در آیینی نمادین و پر مخاطب، ونیزی‌ها از مریم برای کمک به رهایی و نجات یافتن از اپیدمی طاعون سال‌های ۱۶۳۰ تا ۱۶۳۸ میلادی تشکر می‌کنند. زائران و مشارکت‌کنندگان در این مراسم نمادین، با گذر از کانال بزرگ، از دکه‌های شناور و غذاهای سنتی نیز استفاده می‌نمایند.

## نگارخانه

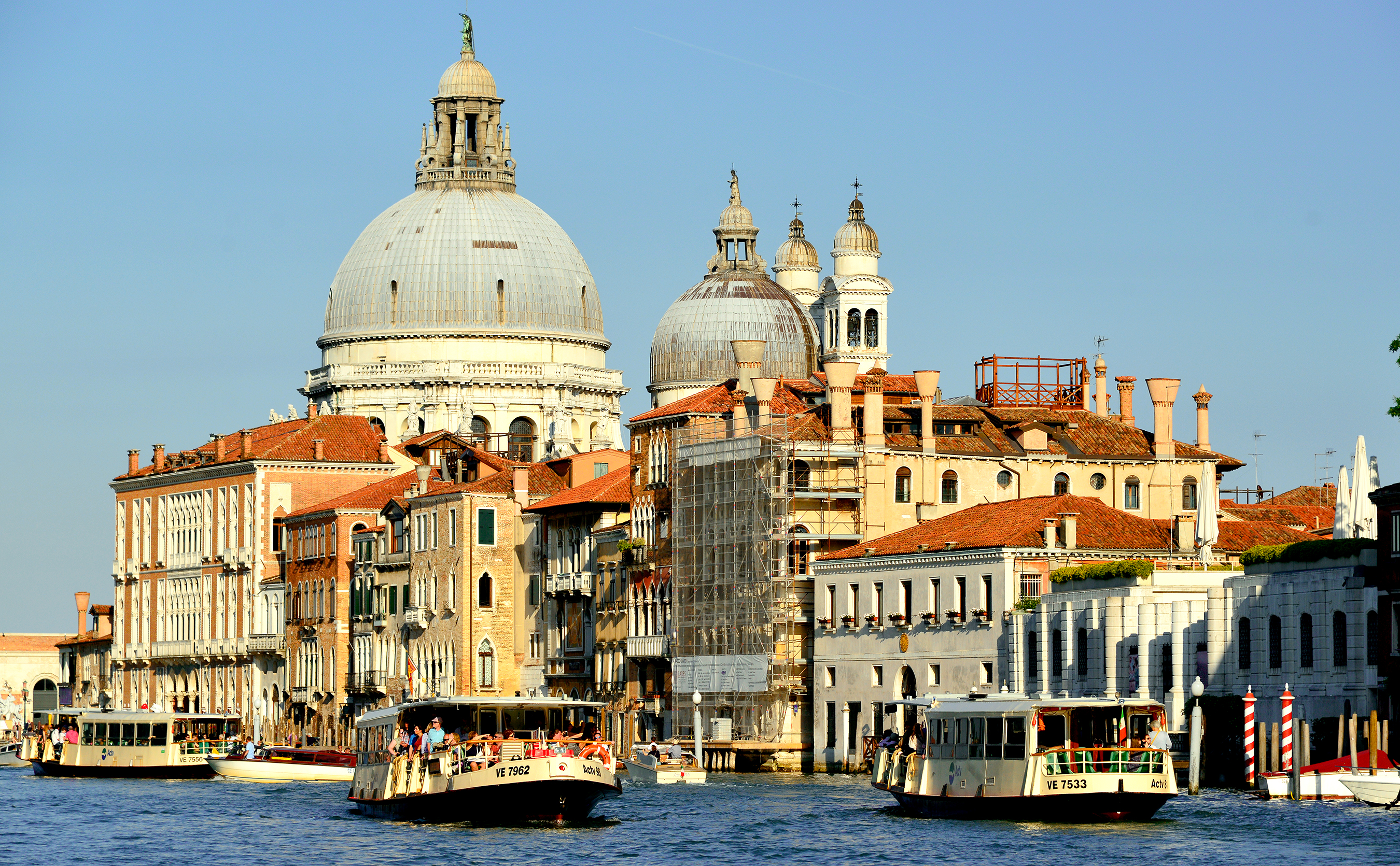
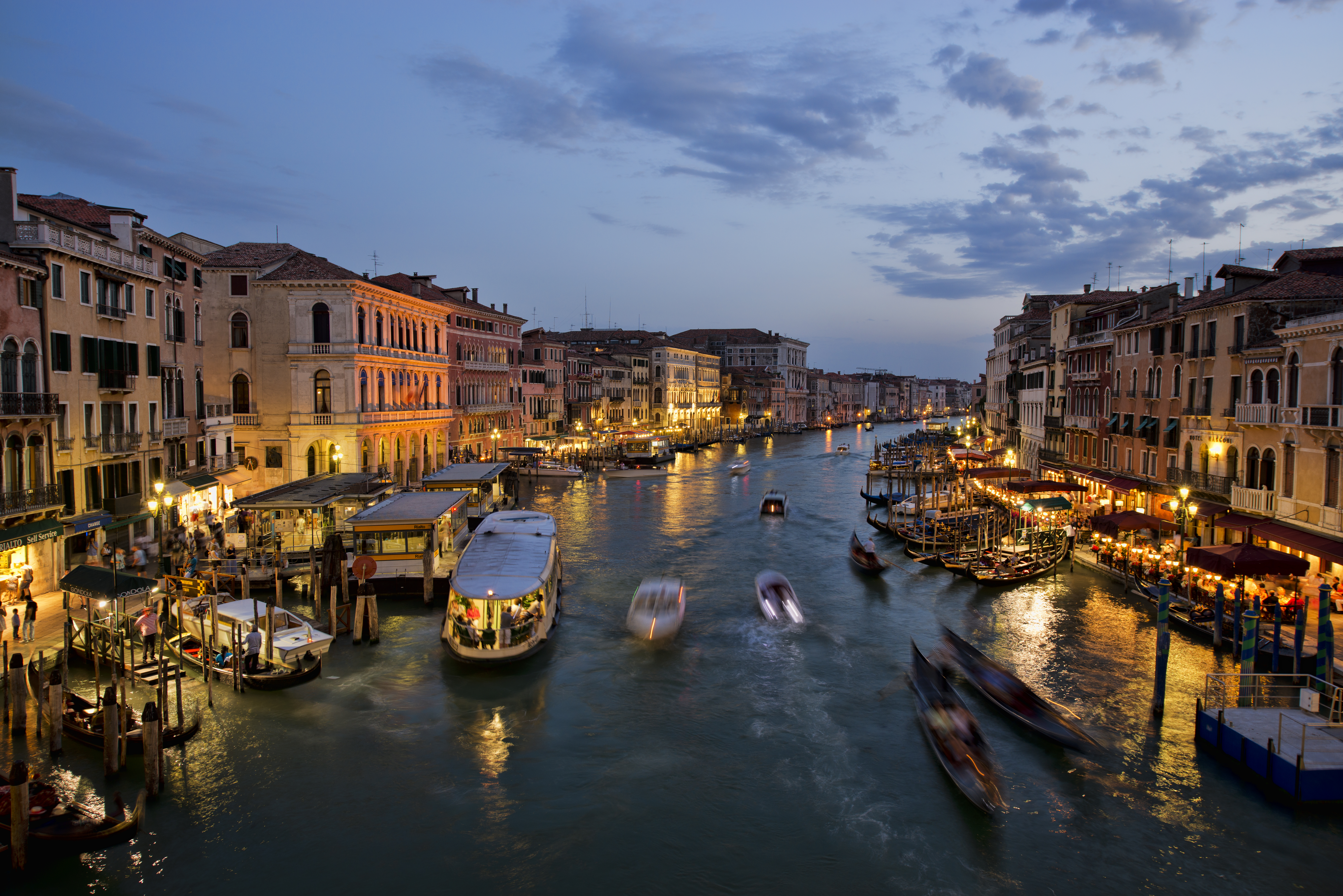